# Barcelona (un mapa)
Barcelona (un mapa) és una pel·lícula del director català Ventura Pons estrenada el 2007. El guió, obra del mateix Pons, és una adaptació de l'obra teatral Barcelona, mapa d'ombres de la dramaturga catalana Lluïsa Cunillé. El 2008 fou nominada al Goya al millor guió adaptat. Caixa de ressonància a un text teatral excepcional, audaç (...) opció estilística que resulta discutible (...) el repartiment deixa content al més insaciable degustador d'interpretacions molt bones.

## Argument
El film es divideix en cinc grans escenes protagonitzades per una parella de personatges cadascuna. Un matrimoni de persones grans de Barcelona (Núria Espert i Josep Maria Pou) tenen llogades tres habitacions de sa casa. A causa de la malaltia del marit, un antic empleat del Gran Teatre del Liceu, han decidit fer fora els llogaters per tal que puga morir tranquil·lament a casa. A la primera escena el personatge interpretat per Pou manté una conversa amb una de les llogateres, una professora de francés (Rosa Maria Sardà). A la segona escena és la muller qui dialoga amb un altre dels llogaters, un vigilant privat (Pablo Derqui) que fa poc que s'ha separat de la seua dona. Després, serà una altra vegada el marit qui protagonitze una escena amb l'ocupant d'una altra de les habitacions, una immigrant argentina (María Botto) que li revela que el fill que espera és d'ell, fruit d'una relació sexual haguda el dia que ell es va assabentar de la seua malaltia. En quart lloc, l'esposa manté una conversa amb son germà (Jordi Bosch). La darrera escena, amb els dos personatges principals, va lligant alguns dels elements esparsos per les anteriors converses. El matrimoni parla mentre es vesteixen, ell de dona i ella d'home. Ell li revela que el fill que espera la llogatera argentina és seu. Ella, que el seu germà en realitat és el seu fill, fruit d'una relació voluntària amb el seu propi pare.

## Repartiment
- Núria Espert: Rosa
- Josep Maria Pou: Ramon
- Rosa Maria Sardà: Lola
- Jordi Bosch i Palacios: Santi
- María Botto: Violeta
- Pablo Derqui: David
- Daniel Medrán: General Sánchez
- Ramon Villegas: Xaper
- Miranda Makaroff: Rosa adolescent
- Alain Hernández: Juan Rubio
- Salvador Téllez: Pare Rosa
- Janis Ases: Rosa nena
- Àlex Gil: Santi nen
- Jaume Borràs: Avi Rosa
- Germán Parreño: Fill Lola